# Diocèse de Morón
Le diocèse de Morón (en latin : Dioecesis Moronensis ; en espagnol : Diócesis de Morón) est un diocèse de l'Église catholique en Argentine, suffragant de l'archidiocèse de Buenos Aires.

## Territoire
Il comprend trois arrondissement de la province de Buenos Aires : Morón, Hurlingham et Ituzaingó avec un territoire d'une superficie de 130 km2 divisé en 54 paroisses. Le siège épiscopal est dans la ville de Morón où se trouve la cathédrale-basilique de l'Immaculée-Conception-du-Bon-Voyage (es).

## Historique

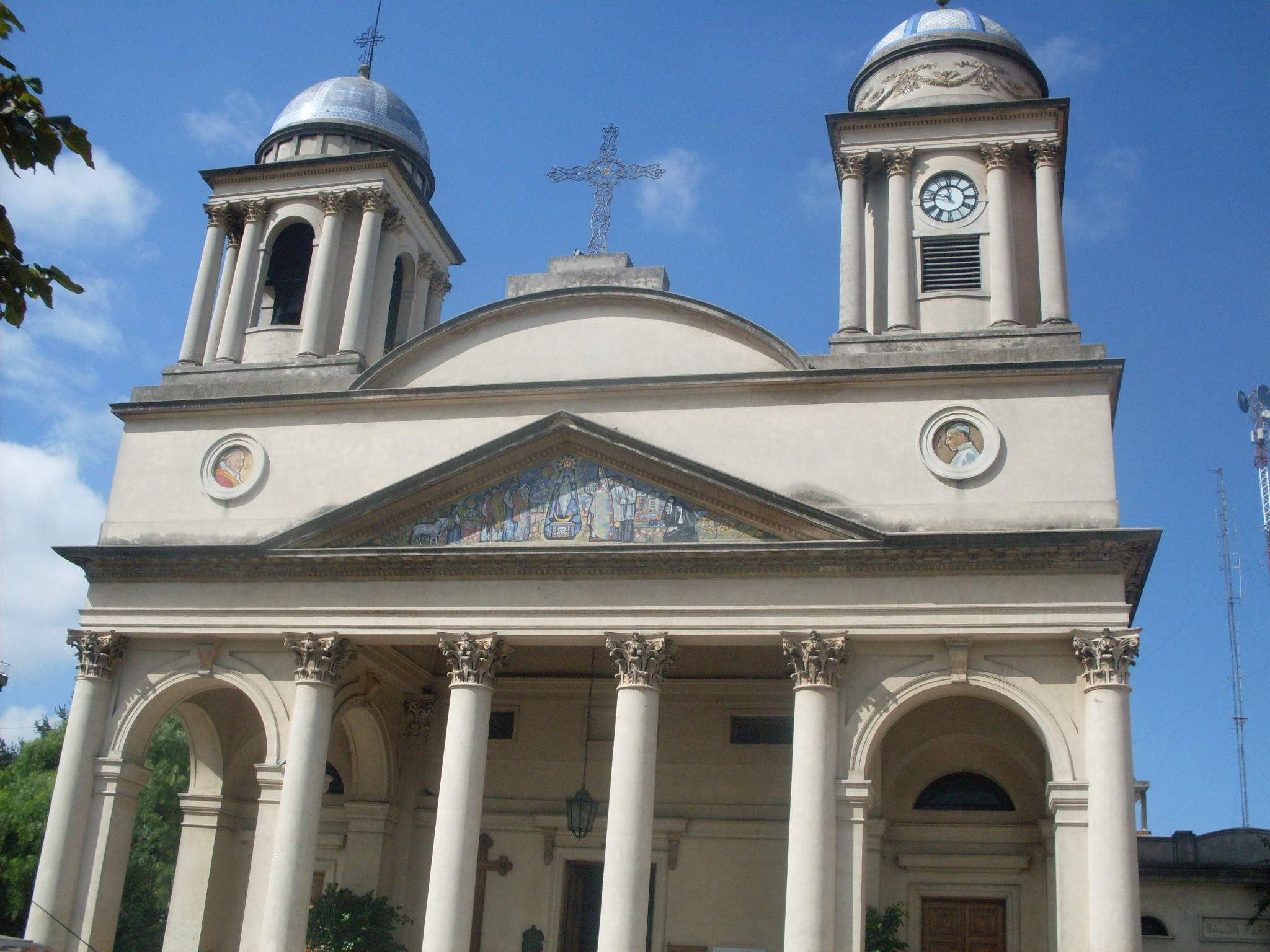
La Cathédrale-basilique de l'Immaculée-Conception-du-Bon-Voyage, le siège épiscopal du diocèse de Morón dans la ville homonyme.

Le diocèse est érigé le 11 février 1957 par la constitution apostolique Quandoquidem adoranda du pape Pie XII en prenant sur le territoire de l'archidiocèse de La Plata. Lors de sa création, il comprend cinq arrondissement de la province de Buenos Aires : Morón, La Matanza, General San Martín, Merlo et Moreno. Il est aussi nommé suffragant de l'archidiocèse de Buenos Aires.
Par la lettre apostolique Quae festo du 15 avril 1959, le pape Jean XXIII confirme que la Vierge Marie vénérée dans la cathédrale sous le vocable de l'Immaculée Conception du Bon Voyage est la patronne principale du diocèse.
Le 19 décembre 1960, le même pape autorise le couronnement canonique de la statue qui a lieu le 19 novembre 1961 présidé par le cardinal Antonio Caggiano, archevêque de Buenos Aires et légat du pape. Arturo Frondizi, président de l'Argentine, assiste à la cérémonie. Le 1er décembre de la même année, la cathédrale est élevée au rang de basilique mineure par la lettre apostolique Terrena in peregrinatione de Jean XXIII,.
Il cède du territoire à plusieurs reprises : le 10 avril 1961, il donne l'arrondissement du General San Martín pour l'érection du diocèse de San Martín, le 18 juillet 1969, il cède l'arrondissement de La Matanza pour la création du diocèse de San Justo et se sépare des arrondissements de Merlo et Moreno le 13 mai 1997 pour l'établissement du diocèse de Merlo-Moreno.

## Évêques
- Miguel Raspanti, S.D.B (13 mars 1957 - 22 janvier 1980)
- Justo Oscar Laguna (22 janvier 1980 - 30 novembre 2004)
- Luis Guillermo Eichhorn (30 novembre 2004 - 30 juin 2017)
- Jorge Vázquez (30 juin 2017 - 28 mai 2025)
- Alejandro Pablo Benna, depuis le 28 mai 2025